# Forest Hills Tennis Classic 2004
Il Forest Hills Tennis Classic 2004 è stato un torneo di tennis giocato sul cemento.   
È stata la 2ª edizione del Forest Hills Tennis Classic, che fa parte della categoria Tier V nell'ambito del WTA Tour 2004. Si è giocato al Forest Hills, New York negli USA, dal 24 al 28 agosto 2004.

## Campionesse

### Singolare
Elena Lichovceva ha battuto in finale  Iveta Benešová con il punteggio di 6–2, 6–2